# Kirchham (Autriche)
Pour les articles homonymes, voir Kirchham.
Kirchham est une commune autrichienne du district de Gmunden en Haute-Autriche.